# Teorija uloga
Teorija uloga koncept je u sociologiji i socijalnoj psihologiji koji većinu svakodnevnih aktivnosti smatra djelovanjem društveno definiranih kategorija (npr. majka, menadžer, učitelj). Svaka uloga je skup prava, dužnosti, očekivanja, normi i ponašanja s kojima se osoba mora suočiti i koje mora ispuniti. Model se temelji na opažanju koje nalaže da se ljudi ponašaju na predvidljiv način, te da je ponašanje pojedinca specifično u kontekstu, na temelju društvenog položaja i drugih čimbenika. Kazalište je metafora koja se često koristi za opisivanje teorije uloga.
Iako riječ uloga (ili rola) stoljećima postoji u europskim jezicima kao sociološki pojam, termin je prisutan tek od 1920-ih i 1930-ih. Postao je istaknutiji u sociološkom diskursu kroz teorijska djela Georgea Herberta Meada, Jacoba L. Morena, Talcotta Parsonsa, Ralpha Lintona i Georga Simmela. Dva Meadova koncepta, um i ja, preteče su teorije uloga.
Teorija postavlja sljedeće pretpostavke o društvenom ponašanju:
1. Podjela rada u društvu poprima oblik interakcije između heterogenih specijaliziranih pozicija koje nazivamo ulogama ;
2. Društvene uloge uključivale su "prikladne" i "dopuštene" oblike ponašanja, vođene društvenim normama, koje su općepoznate i stoga određuju očekivanja;
3. Uloge zauzimaju pojedinci ili "glumci";
4. Kada pojedinci odobravaju društvenu ulogu (tj. smatraju ulogu " legitimnom " i " konstruktivnom "), snosit će troškove kako bi se uskladili s normama uloge, a također će snositi troškove za kažnjavanje onih koji krše norme uloge;
5. Promijenjeni uvjeti mogu učiniti društvenu ulogu zastarjelom ili nelegitimnom, u kojem će slučaju društveni pritisci vjerojatno dovesti do promjene uloge;
6. Očekivanje nagrada i kazni, kao i zadovoljstvo ponašanjem na prosocijalan način, objašnjavaju zašto se pojedinci prilagođavaju zahtjevima uloge.

U smislu razlika između teorije uloga, s jedne strane postoji funkcionalnija perspektiva, koja se može suprotstaviti pristupu simboličke interakcionističke tradicije koji je više na mikrorazini. Ova vrsta teorije uloga diktira koliko su radnje pojedinca blisko povezane s društvom, kao i koliko određena perspektiva teorije uloga može biti empirijski provjerljiva.
Ovisno o općoj perspektivi teorijske tradicije, postoje mnoge vrste teorije uloga, no ona se može podijeliti u dvije glavne vrste: teorija uloga strukturalnog funkcionalizma i dramaturška teorija uloga. Teorija uloga strukturalnog funkcionalizma u osnovi se definira kao da svatko ima mjesto u društvenoj strukturi i da svako mjesto ima odgovarajuću ulogu, koja ima jednak skup očekivanja i ponašanja. Život je strukturiraniji i za sve postoji određeno mjesto. Nasuprot tome, dramaturška teorija uloga život definira kao beskrajnu igru u kojoj smo svi glumci. Bit ove teorije uloga je igranje uloga na prihvatljiv način u društvu.
Ključni uvid ove teorije je da se sukob uloga događa kada se od osobe očekuje da istovremeno glumi više uloga koje nose kontradiktorna očekivanja.

## Uloga
U ovom području postoji značajna rasprava o značenju uloge u teoriji uloga. Uloga se može definirati kao društveni položaj, ponašanje povezano s društvenim položajem ili tipično ponašanje. Neki teoretičari iznijeli su ideju da su uloge u biti očekivanja o tome kako bi se pojedinac trebao ponašati u određenoj situaciji, dok drugi smatraju da to znači kako se pojedinci stvarno ponašaju u određenom društvenom položaju. Neki su sugerirali da je uloga karakteristično ponašanje ili očekivano ponašanje, uloga koju treba odigrati ili scenarij za društveno ponašanje.
U sociologiji postoje različite kategorije društvenih uloga:
1. kulturne uloge: uloge koje daje kultura (npr. svećenik)
2. socijalna diferencijacija : npr. učitelj, taksist
3. uloge specifične za situaciju: npr. očevidac
4. biosociološke uloge: npr. kao čovjek u prirodnom sustavu
5. rodne uloge : kao muškarac, žena, majka, otac itd.

Teorija uloga modelira ponašanje kao obrasce ponašanja kojima se netko može prilagoditi, pri čemu se ta usklađenost temelji na očekivanjima drugih.
Tvrdilo se da uloga mora na neki način biti definirana u odnosu na druge. O načinu i stupnju raspravljaju sociolozi. Turner je koristio koncept "druge uloge", tvrdeći da je proces definiranja uloge pregovaranje vlastite uloge s drugim ulogama. 

### Konstrukcija uloga
Turner je tvrdio da proces opisivanja uloge također modificira ulogu koja bi inače bila implicitna, nazivajući ovaj proces stvaranjem uloga, tvrdeći da vrlo formalne uloge poput onih u vojsci nisu reprezentativne za uloge jer je proces stvaranja uloga potisnut.  Sociolog Howard S. Becker na sličan način tvrdi da dana oznaka i definicija korištena u društvenom kontekstu mogu promijeniti radnje i ponašanja.
Uloge specifične za određenu situaciju razvijaju se ad hoc u određenoj društvenoj situaciji. Međutim, može se tvrditi da su očekivanja i norme koje definiraju ovu ad hoc ulogu definirane društvenom ulogom.

## Odnos između uloga i normi
Neki teoretičari smatraju da je ponašanje nametnuto društvenim normama. Turner radije tvrdi da postoji norma dosljednosti prema kojoj neusklađivanje s ulogom krši normu jer narušava dosljednost.

### Kulturne uloge
Kulturne se uloge smatraju samorazumljivima i uglavnom su stabilne. U kulturnim promjenama mogu se razviti nove uloge, a stare nestati. Na te kulturne promjene utječu politički i društveni sukobi. Primjerice, feministički pokret pokrenuo je promjenu muških i ženskih uloga u zapadnim društvima. Dovode se u pitanje uloge ili točnije dužnosti muškaraca. S većim brojem žena koje napreduju u školi nego muškaraca dolazi do više financijskih i profesionalnih beneficija.

### Socijalna diferencijacija
Socijalna je diferencijacija dobila puno pozornosti zbog razvoja različitih radnih uloga. Robert K. Merton razlikovao je intrapersonalne i interpersonalne sukobe uloga. Primjerice, predradnik mora razviti vlastitu društvenu ulogu suočen s očekivanjima članova svog tima i nadređenog, to je sukob međuljudskih uloga. On također mora organizirati svoje različite društvene uloge kao otac, muž, član kluba, ovo je sukob unutarosobnih uloga.
Ralph Dahrendorf je razlikovao odnos između moram-očekivanja i sankcija; ću-očekivanja, sa sankcijama i nagradama i mogu-očekivanja, s nagradama. Predradnik mora izbjegavati korupciju. Trebao bi zadovoljiti svoje referentne skupine (npr. članove tima i supervizore), a može biti i simpatičan. On tvrdi da je još jedna komponenta teorije uloga da ljudi prihvaćaju vlastite uloge u društvu i da ih društvo ne nameće.

### Ponašanje uloga
U svom životu ljudi se moraju suočiti s različitim društvenim ulogama, ponekad se moraju suočiti s različitim ulogama u isto vrijeme u različitim društvenim situacijama. Postoji evolucija društvenih uloga: neke nestaju, a neke se razvijaju. Na ponašanje uloge utječu:
1. Norme koje određuju društvenu situaciju.
2. Unutarnja i vanjska očekivanja povezana su s društvenom ulogom.
3. Društvene sankcije (kazna i nagrada) koriste se za utjecaj na ponašanje uloge.

Ova tri aspekta koriste se za procjenu vlastitog ponašanja kao i ponašanja drugih ljudi. Heinrich Popitz definira društvene uloge kao norme ponašanja koje posebna društvena skupina mora slijediti. Norme ponašanja su skup ponašanja koja su postala tipična među članovima grupe; u slučaju odstupanja slijede negativne sankcije.

## U odnosima s javnošću
Teorija uloga je perspektiva koja svakodnevnu aktivnost smatra djelovanjem društveno definiranih kategorija. Podijeliti u dvije uže definicije: status je nečiji položaj unutar društvenog sustava ili grupe; a uloga je nečiji obrazac ponašanja povezan sa statusom.
Organizacijska se uloga definira kao "ponavljajuće radnje pojedinca, odgovarajuće međusobno povezane s ponavljajućim aktivnostima drugih kako bi se dobio predvidljiv ishod". (Katz i Kahn, 1978). Unutar organizacije postoje tri glavne topologije:
1. Tipologija dvije uloge :[9]
  1. Menadžer
  2. Tehničar
2. Tipologija s četiri uloge :[10]
  1. Stručni propisivač
  2. Facilitator komunikacije
  3. Facilitator procesa rješavanja problema
  4. Komunikacijski tehničar
3. Tipologija pet uloga :[11]
  1. Monitor i ocjenjivač
  2. Ključni politički i strateški savjetnik
  3. Alat za rješavanje problema/problema
  4. Stručnjak za upravljanje problemima
  5. Komunikacijski tehničar

## Sukob uloga, napetost ili stvaranje
Unatoč varijacijama u korištenim izrazima, središnja komponenta svih formulacija je nekompatibilnost.
Konflikt uloga je sukob između uloga koje odgovaraju dvama ili više statusa, primjerice, tinejdžeri koji se moraju nositi s trudnoćom (statusi: tinejdžer, majka). Kaže se da postoji sukob uloga kada postoje važne razlike među ocjenama danim za različita očekivanja. Uspoređujući opseg slaganja ili neslaganja među redovima, dobivena je mjera sukoba uloga.
Naprezanje uloge ili "pritisak uloge" može nastati kada postoji sukob u zahtjevima uloga, kada se pojedinac ne slaže s procjenom drugih u vezi s njegovim ili njezinim učinkom u njegovoj ili njezinoj ulozi ili prihvaćanjem uloga koje su izvan okvira kapacitet pojedinca.
Stvaranje uloga Graen definira kao razmjenu vođa-član.
U isto vrijeme, osoba može imati ograničenu moć pregovaranja od prihvaćanja uloga koje uzrokuju napetost, jer je on ili ona ograničen društvenim normama ili ima ograničen društveni status iz kojeg se može cjenkati.

## Kritika i ograničenja
Teoretičari uloga primijetili su da je slabost teorije uloga u opisivanju i objašnjenju devijantnog ponašanja.
Teorija uloga je kritizirana zbog jačanja uobičajenih predrasuda o tome kako bi se ljudi trebali ponašati; imaju načine na koje bi trebali prikazati sebe kao i kako bi se drugi trebali ponašati, promatraju pojedinca kao odgovornog za ispunjavanje očekivanja uloge, a ne druge odgovorne za stvaranje uloge koju mogu obavljati i ljudi su tvrdili da teorija uloga nedovoljno objašnjava odnose moći, budući da u nekim situacijama pojedinac ne ispunjava ulogu sporazumno, već je prisiljen na ponašanje pomoću moći. Također se tvrdi da ta teorija uloga ne objašnjava djelovanje pojedinca u pregovaranju o njihovoj ulozi i da teorija uloga umjetno spaja uloge kada u praksi pojedinac može kombinirati uloge. 
Drugi su tvrdili da koncept uloge ima tako široku definiciju da je besmislen.